# Miriam Odemba
Miriam Odemba (Arusha, 19 febbraio 1983) è una modella tanzaniana.

## Biografia
Miriam Odemba inizia la sua carriera di modella giovanissima, ed ottiene una certa popolarità nel 1997, quando vince il titolo di Miss Temeke. L'anno seguente, prende parte al concorso Miss East Africa e si classifica al secondo posto.
Fu rappresentante della Tanzania in occasione di Miss Terra 2008, dove è stata incoronata Miss Aria, il titolo che spetta alla seconda classificata del concorso.
Al 2011 la prestazione della Odemba rappresenta il miglior piazzamento mai ottenuto dalla Tanzania nella storia di Miss Terra.
In occasione di Miss Terra, Miriam Odemba ha inoltre vinto la fascia di Miss Aficionado, un titolo minore.